# Осколков, Альберт Николаевич
Альберт Николаевич Осколков (9 августа 1973, Горький, СССР) — советский и российский футболист, защитник.
Воспитанник нижегородской ДЮСШ-8. Первый клуб — «Химик» Дзержинск (1991). Следующие семь лет провёл в «Локомотиве» (Нижний Новгород). Затем играл за «Уралан» Элиста (1998), Металлург (Липецк) (1998), Торпедо-ЗИЛ (1999), ЦСКА (2000), Металлург (Красноярск) (2000), Локомотив (НН) (2001), «Волгарь-Газпром» Астрахань (2002), «Металлург-Кузбасс» (2003—2004), МТЗ-РИПО Минск (Белоруссия, 2004), Спартак (НН) (2005—2006), Спартак (Кострома) (2006), «Оружейник» Тула (2007), Русичи (2008—2009).
В составе юношеской сборной России играл на Кубке чемпионов Содружества 1993. В 1994—1995 годах провёл 3 матча за олимпийскую сборную.
В 2021—2025 годах — ассистент главного тренера медиафутбольного клуба 2DROTS.

## Достижения
- Финалист Кубка России: 2000